# 과달카날 전역
과달카날 전역(영어: Guadalcanal campaign)은 1942년 8월 7일부터 1943년 2월 9일까지 과달카날섬에서 제2차 세계 대전의 일환으로 진행된 태평양 전구의 전역이다. 일본 제국에 대한 연합군의 첫 번째 대규모 공세였다.
1942년 8월 7일에 주로 미군으로 구성된 연합군은 솔로몬 제도 남부의 과달카날, 툴라기, 플로리다에 상륙한다. 이곳은 미국과 오스트레일리아, 뉴질랜드 사이의 병참선 및 통신선을 위협하는 일본군의 전진기지가 위치한 곳이었다. 또한 연합군은 과달카날과 툴라기를 뉴브리튼(New Britain)에 위치한 라바울의 일본군 주요 기지 공격을 위한 전진기지로 사용하고자 하였다. 연합군은 숫적 우위를 바탕으로 1942년 5월부터 주둔하고 있던 일본군을 제압하였으며, 과달카날에 건설되고 있던 일본군 비행장을 확보하였다. 이 비행장은 차후에 핸더슨 비행장으로 명명된다.
연합군의 공격에 놀란 일본군은 핸더슨 비행장을 되찾기 위하여 1942년 8월부터 11월 사이에 수차례에 걸쳐 시도한다. 3번의 육지에서의 교전과 5번의 야간 수상교전, 2번의 항공모함 교전이 이어졌으며, 거의 매일 항공작전이 이어졌다. 1942년 11월 초에 일본군은 과달카날 해전으로 일컬어지는 핸더슨 비행장에 대한 대규모 공중/해상 폭격과 육상 공격을 시도하였으나, 성공하지 못하였다. 일본군은 1942년 12월에 과달카날을 수복하기 위한 시도를 포기하고, 미육군 14 군단의 공세에 직면하여 1943년 2월 7일에는 잔존 병력을 철수시키게 된다.
과달카날 전역은 태평양 전구에서 연합군이 일본군에 거둔 첫번째 전략적 제병 승리이다. 일본이 태평양 지역에 대한 최대 점유를 유지한 시점이었으며, 이 전역 이후에는 수세로 돌아서게 된다.

## 배경

### 전략적 고려사항

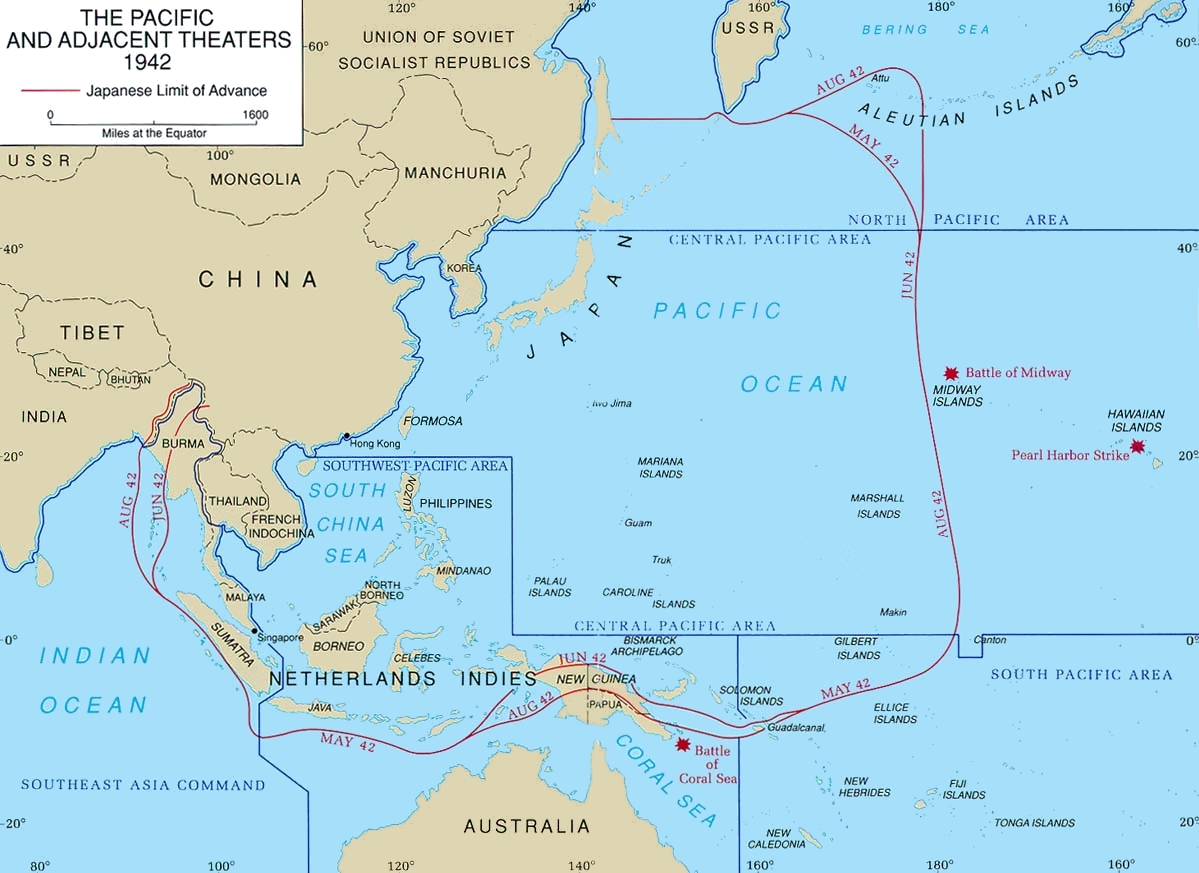
1942년 8월의 태평양. 과달카날은 지도 우측 하단에 위치하고 있다.

1941년 12월 7일에 일본군은 하와이에 주둔한 미해군 태평양 함대에 대하여 진주만 공격을 감행하였다. 진주만 공격으로 많은 미국 전투함들이 손상을 입었고 미국이 공식적으로 전쟁에 참가하게 된다. 일본군 지휘부는 진주만 공격을 통하여 미해군을 무력화시키고 천연자원에 대한 접근권을 확보하며, 태평양과 아시아 지역에서 미군의 공격에 대항한 방어 거점을 획등하고자 하였다. 이와 같은 목적 하에 일본군은 필리핀, 타이, 말레이 반도, 싱가포르, 버마, 네덜란드령 동인도, 웨이크섬, 길버트섬, 뉴브리튼섬, 괌을 순차적으로 공격하여 점령하였으며, 해당 지역에 대한 식민 지배권을 행사하고 있던 영국, 호주, 네델란드에 이어 미국이 태평양 전쟁에 공식적으로 참전하게 된다.
일본 제국은 방어선을 공격적으로 확장하고, 미국 서부와 오스트레일리아, 하와이 등에 대한 공세적 우위를 지속하고자 하였으나, 산호해 해전과 미드웨이 해전에서 좌절 되었다. 연합군이 산호해 해전에서 거둔 승리는 전략적으로 매우 중요하였으나, 연합군은 확신을 가지지 못하였다. 미드웨이 해전의 승리는 연합군이 일본군에 대하여 얻은 첫번째 명백한 승리였으며, 일본 항공모함 세력의 공격 능력을 크게 줄였다. 그러나, 일본군은 차후 몇달동안 자신의 처지를 명확하게 인식하지 못했던 것으로 보인다. 이 시점에 이르기까지 연합군은 태평양 전역에서 수세에 몰려 있었으나, 두 번의 승리를 통하여 공세로 돌아설 수 있게 되었다.
연합군은 당시 영국령이었던 솔로몬 제도에서 남쪽에서 과달카날, 툴라기, 플로리다를 첫번째 공격 목표로 선정하였다. 일본 제국 해군은 1942년 5월 툴라기를 점령하여 해군 항공기지를 건설하였다. 1942년 6월 초에 일본 해군이 과달카날 근처의 룽가 포인트에 대규모 비행장 건설을 시작하였다는 사실을 확인한 연합군은 해당 기지가 미국 서해안과 오스트레일리아 동해안의 연락선을 위협하는 장거리 폭격기의 발진 기지로 사용될 것을 우려하게 되었다. 1942년 8월에 툴라기와 근처 섬에는 900명 가량의 일본군 병력이 주둔하고 있었으며, 과달카날에는 2,800명 가량의 건설 인력(그 중 2,200명은 강제로 동원된 한국인)이 있었다. 이 전진기지들은 라바울의 일본군 주력 기지를 보호하고, 연합군의 병참선 및 통신선을 위협하고 있었다. 그리고 피지, 뉴칼레도니아 및 사모아 등에 대한 공세작전(FS 작전, Operation FS)의 수행 기반이 되었다. 일본군은 과달카날에 45기의 전투기 및 60기의 폭격기를 배치하고자 하였다. 1942년 시점에서 이와 같은 항공 전력은 일본 해군의 남태평양 지역 전개에 충분한 공중 지원 전력이었다.
남솔로몬 제도 공격을 위한 계획은 미국 함대 최고사령관인 어니스트 킹 제독에 의하여 처음 제안되었다. 그는 일본군이 솔로몬 제도를 미국과 오스트레일리아 사이의 보급선을 위협하는 거점으로 사용하는 것을 방해하고, 연합군이 솔로몬 제도를 일본군에 대한 전진기지로 사용할 수 있다고 생각하였다. 루즈벨트 대통령의 암묵적 지지를 얻은 킹제독은 과달카날에 대한 공격을 주장하였으나, 미육군의 조지 마샬 장군의 반대에 부딪히게 된다. 이는 당시 미국이 영국이 주장하는 유럽 전선 우선주의(Europe first)에 동조하고 있었으므로, 태평양 전구에서의 작전은 제한된 자원으로 수행될 수 밖에 없었기 때문이다. 킹제독은 해군과 해병대 병력만으로 솔로몬 제도에 대한 공격작전을 수행할 수 있다고 주장하였으며, 체스터 니미츠 제독에게 작전의 초안을 입안할 것을 명하였다. 결과적으로 킹제독은 마샬장군을 설득하였으며, 공격작전은 합동사령부(Combined Joint Chiefs) 차원에서 진행된다.

합동사령부는 1942~43년 태평양 지역에서의 목표를 다음과 같이 설정하였다. 과달카날 공격작전은 애드미럴티 제도와 비스마르크 제도를 탈환하고 라바울에 위치한 일본군 주요 기지를 공격하기 위한, 더글라스 맥아더 장군 지휘의 뉴기니아에 대한 공격과 동시에 진행한다. 작전의 궁국적인 목적은 필리핀 탈환이다. 이를 위하여 합동참모부(Joint Chiefs of Staff)에서는 남태평양 전구(South Pacific theater)를 구상하였으며, 로버트 곰리 제독에게 6월 19일 지휘를 맡기고 솔로몬 제도에 대한 공격을 명하였다. 진주만에 주둔하던 체스터 니미츠 제독은 태평양 방면 연합군 사령관으로 임명된다.

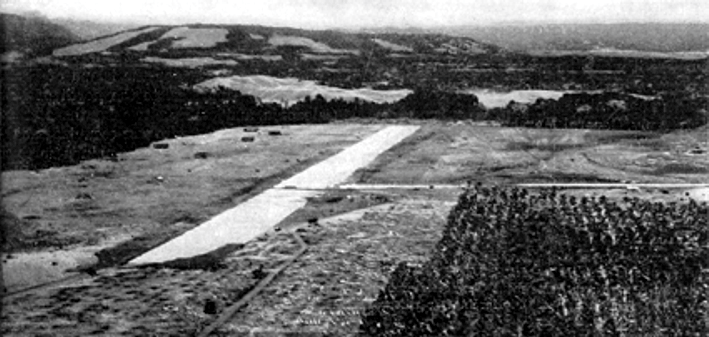
1942년 6월 일본군에 의해 건설중인 룽가포인트의 비행장.

### 작전 부대
1942년 5월 공세 준비 단계에서 미군 해병대 알렉산더 밴더그리프트 소장은 미국에 주둔하던 휘하의 미국 1 해병사단을 뉴질랜드로 이동시키라는 명령을 받았다. 다른 연합군의 육군, 해군, 항공 전력들도 피지, 사모아, 뉴헤브리디스 및 뉴칼레도니아에 진주하였다. 뉴헤브리디스섬들 가운데 하나인 에스피리투산토섬에 본부가 설치되었으며, 1942년 8월 7일 개시를 목적으로 암호명 감시탑 작전(Operation Watchtower)을 시작한다.
초기에 계획된 연합군의 공격 목표는 툴라기섬과 산타크루즈 제도로 한정되어 있었으나, 과달카날에서 일본군에 의하여 비행장이 건설되고 있다는 사실이 정찰되면서 작전이 변경되었다. 최종적으로는 과달카날 및 비행장을 탈취하는 것이 목적으로 변경되었으며, 산타크루즈 제도는 목적에서 빠지게 된다. 일본군은 감청을 통하여 남태평양 지역에서 연합군이 대규모로 이동하고 있다는 사실을 알고 있었으나, 오스트레일리아와 뉴기니아섬에 위치한 포트모르즈비에 대한 보강이라고만 생각하였다.
감시탑 작전을 수행하기 위한 75척에 이르는 미국과 오스트레일리아 전투함이 1942년 7월 26일에 피지 근처에 집결하였으며, 7월 31일 과다카날로 출발하기 전에 상륙작전 훈련을 수행하였다. 원정군의 사령관은 미해군의 프렝크 젝 플레쳐제독이었으며, 기함으로 미해군 항공모함 사라토가를 사용하였다. 미해군의 리치몬드 더너 제독이 상륙부대의 총지휘를 맡았으며, 알렉산더 밴더그리프트 제독이 실제 상륙작전을 펼칠 16,000명(대부분 미 해병)을 이끌게 된다.
과달카날에 투입된 병력은 대부분 이제 막 훈련을 수료한 신병이었으며, 볼트 액션 소총인 M1903 스프링필드로 무장되어 있었으며, 10일 분의 탄알만 보급받았다. 전투에 신속하게 투입하기 위하여 다른 보급 기준들도 일반적인 "90일 기준"이 아닌 "60일 기준"으로 설정되어 상당한 보급 부족에 시달리게 된다. 때문에 이후 태평양 전쟁의 진행 과정에서 미군 1해병 사단은 "신발끈 부대(Operation Shoestring)"로 불리게 된다.

## 상륙 작전 - 툴라기 전투

과달카날과 툴라기 상륙을 위한 연합군 항로, 1942년 8월 7일

1942년 8월 6일 악천후에 힘입어 연합군은 일본군에 들키지 않고 과달카날 근처로 이동하여 8월 7일에 기습할 수 있었다. 일부에서는 과달카날 자정의 난동(Midnight Raid on Guadalcanal)으로도 불린다. 상륙부대는 2개 그룹으로 나뉘어 과달카날과 나머지 주변의 작은 섬들(툴라기, 플로리다, 가부투-타남보고)로 각기 진격하였다. 연합군 전투함들이 포격을 가하고 함재기들이 공습을 지속하면서 툴라기에서는 15기의 일본군 수상기와 근처의 기지를 파괴하였다.
툴라기와 가부투-타나보고는 3,000여명의 미해병이 공격하였다. 각 섬에 주둔하고 있던 886명의 일본 제국군은 미해병의 공격에 대하여 격렬하게 저항하였다. 8월 8일에 툴라기를 점령하였으며, 가부투-타남보고는 8월 9일에 점령하였다. 대부분의 일본군은 전사하였으며, 미해병대측은 122명이 전사하였다.
툴라기, 가부투-타남보고와 달리 과달카날에서는 저항이 심하지 않았다. 8월 7일 09:10에 11,000명의 미해병이 과달카날 해안에 상륙하여 룬가 포인트로 전진하였다. 울창한 열대우림 숲을 제외하면, 이렇다할 저항이 없었으며, 룬가 포인트에서 1,000m가량 떨어진 곳에서 숙영하였다. 다음날(8월 8일) 가벼운 저항이 있었으나, 16:00 무렵에 룬가 포인트를 점령하였다. 일본 해군 건설대는 식량과 보급품, 건설 장비 및 차량 등을 버리고 룬가 포인트에 위치한 비행장에서 도주하여 3km 서쪽으로 이동하였다.

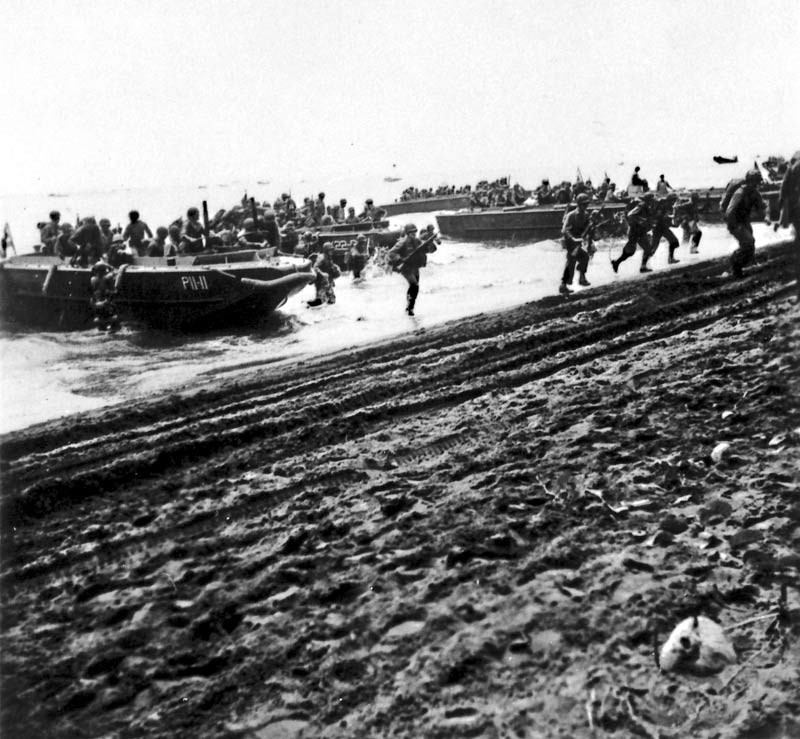
상륙정에서 과달카날로 상륙하는 미해병대, 1942년 8월 7일

8월 7~8일의 작전 과정에서 라바울에 위치한 야마다 사다요시 지휘하의 일본 해군 항공기지서 발진한 항공기에 의하여 연합군 상륙부대가 피해를 입었다. 수송함 USS 조지 F. 엘리엇(USS George F. Elliott AP-13)에서 화재가 발생하였으며, 이틀 뒤에 침몰하였다. 구축함 USS 자비스(USS Jarvis DD-393)가 심각한 손상을 입었다. 이틀에 걸친 항공 공격 과정에서 일본군은 36기의 항공기를 잃었다. 미군은 19기를 잃었으며, 그중 14기는 함재기였다.
상륙작전 과정에서 플레처 제독은 함재기의 손실과 연료 소모를 걱정하였다. 8월 8일에 플레쳐 제독은 솔로몬 제도 근처의 자신의 기동 함대를 철수 시켰다. 함재기에 의한 공중 지원이 불가능해진 상황에서 터너 제독은 장비 및 보급품의 상륙이 절반도 완료되지 않은 상황에서 함대를 과달카날에서 철수하기로 결정하였다. 터너 제독은 8월 8일 저녁늦게까지 최대한 하역 작업을 진행하고 8월 9일 아침 일찍 출발하려고 하였다.

## 사보섬 해전
제1차 사보섬 해전 또는 일본에서는 제 1차 솔로몬 해전이라고 부른다. 제 2차 세계대전의 태평양 전쟁에서 벌어진 일본 제국 해군과 연합군 사이의 해상 전투이다. 1942년 8월 8일 ~ 8월 9일 양일간 일어났으며, 과달카날 전역에서 벌어진 첫번째 주요 해상 교전이었다. 미군은 중순양함 4척을 잃어 완패했으나, 수송선 엄호에는 성공했다.

## 동부 솔로몬 해전
1942년 8월 24일~8월 25일에 벌어진 해전이다. 이 해전에서 미군에서는 엔터프라이즈가 폭탄 3발을 맞아 대파되고, 일본군에서는 류조가 폭탄 4발을 맞아 침몰한다. 본 해전 외에 일본군에서는 B-17에 의해 경순양함 진츠가 대파되고 구축함 무츠키가 침몰한다.

## 도쿄 익스프레스
일본군의 구축함을 이용한 수송작전을 말한다. 이 '도쿄 익스프레스'는 미군에서 붙인 이름이다. 사보섬 해전 직후 시작되었다. 타사파롱가 해전에서 어뢰로 미군 중순양함 1척을 침몰시키기도 하지만, 계속해서 구축함 손실이 나다가 1943년 세인트 조지곶 해전에서 구축함 3척을 잃고 중지된다.

## 증원
나쁜 기후 덕분에 연합군 원정대는 8월 7일 일본군에게 발각되지 않은 채 과달카날 근처에 도착할 수 있었다. 상륙선들은 2개의 집단으로 나뉘어서 한 집단은 과달카날에 상륙했고, 다른 집단은 투라기 플로리다와 근처의 섬들에 상륙했다. 연합군 함선들은 해변에 포격을 가했고, 미국 항공모함의 항공기들은 목표 섬들의 일본군 진영을 공격해 투라기 근처의 진지에 있던 일본군 수상기 15척을 파괴했다. 투라기와 근처의 가까운 가부투와 타남보고섬에 3,000여 명의 미국 해병대가 8월 7일에 상륙했다. 3개의 섬에 있던 기지의 886명의 일본 해군 요원들은 해병대의 공격에 필사적으로 저항했다. 약간의 어려움만을 겪은 채, 미국 해병대는 투라기는 8월 8일에, 과부투와 타남보고는 8월 9일에 점령했다. 해병대가 122명 죽은 반면 일본군 방어자들은 대부분 사망했다.
투라기, 과부투, 타남보고와 달리 과달카날에 대한 상륙은 적은 저항만을 받았다. 8월 7일 9시 10일에 밴더그리프트 장군과 11,000여 명의 미국 해병대들이 콜리와 룽가 포인트에 상륙했다. 룽가 포인트로 진격하는 도중 그들은 무성한 열대우림 외에는 저항을 찾아볼 수 없었다. 그리고 그들은 룽가 포인트까지 100여 야드를 남겨놓고 밤에 진격을 멈추었다. 다음 날, 다시 작은 저항을 물리치면서 해병대들은 룽가강으로 진격했고 8월 8일 16시에 비행장을 확보했다. 일본 해군 건설자들은 식량, 보급품, 건설 장비와 차량들을 그대로 내버려둔 채 비행장에서 도망쳤다.
8월 7일과 8월 8일 사이의 상륙작전동안 라바울에 배치되어 있는 일본군 항공기가 연합군 상륙부대를 몇 차례 공격했고, 미국 상륙선 조지 F.엘리옷(이틀 후에 결국 가라앉았다.)호가 불붙고 미국 구축함 자비스호가 심각한 손상을 입었다. 이틀 간의 공습에서 미군이 전투와 사고 로 항공모함의 전투기 14대를 포함해 19대의 항공기를 잃은 반면 일본군은 36대를 잃었다.

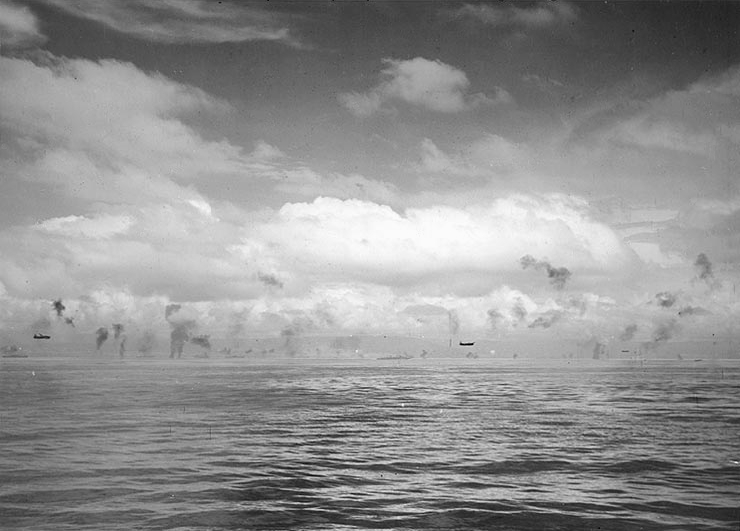
일본군 "배티" 폭격기들이 8월 8일 연합군의 배들을 공격하고 있다.

이런 충돌들 후에, 플래쳐는 그의 항공모함의 전투기 전력의 손실과 그의 함선의 연료, 더 많은 일본군 공습을 우려했다. 플래쳐는 더 이상의 손실을 피하기 위해 그의 항공모함 기동함대를 8월 8일에 솔로몬 제도에서 철수시켰다. 항공모함의 제공 방어 상실로 인해 터너는 상륙부대에 필요한 중화기와 보급품들의 절반 이하 밖에 해안에 하적하지 못 했음에도 불구하고 과달카날에서 그의 함선들을 철수시킬 수밖에 없었다. 터너는 과달카날과 투라기에 8월 8일 밤을 통해 최대한 많은 보급품들을 하적하고 8월 9일에 그의 선단과 함께 떠나고자 했다.
그날 밤, 수송선들이 하적을 하고 있을 때, 수송선들을 호위하던 연합군 함선 2개 그룹은 일본 해군 중장 구니치 미카와가 이끄는 7척의 순양함과 1척의 구축함으로 이루어진 부대에 역습을 당했다. 일본군의 이 일방적인 승리로 3척의 미국 순양함과 1척의 오스트레일리아 순양함이 가라앉았고, 다른 한 척의 미국 순양함과 2척의 구축함이 손상을 입었다. 연합군에겐 다행이게도, 플래쳐가 미국 항공모함들과 함께 철수한 것을 몰랐던 미카와는 무방비 상태의 연합군 수송선을 공격하는 것을 포기하고 라바울과 카비엥의 모항으로 돌아가기로 했다. 미카와는 그가 남쪽 솔로몬 지역에 머무를 경우 낮시간 동안 미국 항공모함들이 공습할 것을 염려하였다. 이 패배 이후로, 터너는 해병들을 해안에 남겨둔 채 많은 중화기들과 식료품, 그리고 수송선에 아직 탑승하고 있는 병력들을 가지고 8월 9일 저녁에 철수했다.